# John Francis Doerfler
John Francis Doerfler (Appleton, 2 novembre 1964) è un vescovo cattolico statunitense, dal 17 dicembre 2013 vescovo di Marquette.

## Biografia
John Francis Doerfler è nato ad Appleton, nel Wisconsin, il 2 novembre 1964 da Henry e Germaine Mancl Doerfler.

### Formazione e ministero sacerdotale
Ha frequentato la Appleton West High School e nel 1983 si è diplomato. Nel 1987 ha conseguito il Bachelor of Arts in filosofia e studi classici presso il College of Saint Thomas di Saint Paul. Entrato in seminario ha compiuto gli studi per il sacerdozio presso il Pontificio collegio americano del Nord a Roma. Nel 1991 ha ottenuto il baccalaureato in teologia presso la Pontificia Università Gregoriana. In seguito ha conseguito la licenza in diritto canonico presso l'Università Cattolica d'America a Washington e poi nel 1999 la licenza e nel 2007 il dottorato in teologia morale presso la sede di Washington del Pontificio istituto Giovanni Paolo II per studi su matrimonio e famiglia.
Il 13 luglio 1991 è stato ordinato presbitero per la diocesi di Green Bay. In seguito è stato vicario parrocchiale della parrocchia di San Giovanni Nepomuceno  a Little Chute dal 1991 al 1995; vicario parrocchiale della parrocchia della cattedrale di San Francesco Saverio a Green Bay dal 1997 al 1999; vice-cancelliere vescovile dal 1998 al 2005; difensore del vincolo dal 1997 al 1999; giudice del tribunale ecclesiastico dal 1999 al 2004; vicario generale dal 2005 e amministratore parrocchiale della parrocchia della cattedrale di San Francesco Saverio a Green Bay e delle parrocchie della Santissima Trinità a Casco/Slovan e di San Giovanni a Green Bay e rettore del santuario di Nostra Signora del Buon Aiuto a Robinsonville dal 2009 al 2012.
Al momento della nomina a vescovo era anche membro del collegio dei consultori e del consiglio presbiterale e professore aggiunto presso la Sacred Heart School of Theology di Hales Corner.

### Ministero episcopale
Il 17 dicembre 2013 papa Francesco lo ha nominato vescovo di Marquette. Ha ricevuto l'ordinazione episcopale l'11 febbraio successivo dall'arcivescovo metropolita di Detroit Allen Henry Vigneron, co-consacranti l'arcivescovo metropolita di Portland in Oregon Alexander King Sample e il vescovo di Green Bay David Laurin Ricken. Durante la stessa celebrazione ha preso possesso della diocesi.
Nel dicembre del 2019 ha compiuto la visita ad limina.

## Genealogia episcopale
La genealogia episcopale è:
- Cardinale Scipione Rebiba
- Cardinale Giulio Antonio Santori
- Cardinale Girolamo Bernerio, O.P.
- Arcivescovo Galeazzo Sanvitale
- Cardinale Ludovico Ludovisi
- Cardinale Luigi Caetani
- Cardinale Ulderico Carpegna
- Cardinale Paluzzo Paluzzi Altieri degli Albertoni
- Papa Benedetto XIII
- Papa Benedetto XIV
- Papa Clemente XIII
- Cardinale Marcantonio Colonna
- Cardinale Giacinto Sigismondo Gerdil, B.
- Cardinale Giulio Maria della Somaglia
- Cardinale Carlo Odescalchi, S.I.
- Cardinale Costantino Patrizi Naro
- Cardinale Lucido Maria Parocchi
- Papa Pio X
- Cardinale Gaetano De Lai
- Cardinale Raffaele Carlo Rossi, O.C.D.
- Cardinale Amleto Giovanni Cicognani
- Cardinale Pio Laghi
- Cardinale Adam Joseph Maida
- Arcivescovo Allen Henry Vigneron
- Vescovo John Francis Doerfler

## Araldica
| Stemma | Titolare                                   | Descrizione |
|        | John Francis Doerfler Vescovo di Marquette | Secondo la tradizione araldica ecclesiastica dei paesi anglosassoni, lo stemma del vescovo è impalato con quello della diocesi a simboleggiare la relazione tra l'uomo e l'ufficio che ricopre. Nella parte destra dello scudo (in araldica, destra e sinistra si scambiano dal punto di vista dell'osservatore poiché è consuetudine considerare la parte destra e sinistra dal punto di vista del soldato che teneva in mano il proprio scudo e lo descriveva dal suo punto di vista), troviamo rappresentato lo stemma della diocesi di Marquette. Esso è composto da un campo rosso con due chiavi d'argento e due palchi di corna di cervo dello stesso colore. Le chiavi sono il simbolo tradizionale di San Pietro, patrono della diocesi e titolare della cattedrale. Le corna di cervo sono tratte dallo stemma del Michigan ed emblematiche della fauna selvatica di questo Stato. La parte superiore, conosciuta in araldica come "capo", è di colore argento e contiene due gigli rossi per onorare i primi missionari francesi, in particolare il padre gesuita Jacques Marquette e l'esploratore Louis Jolliet, che giunsero nella regione del Michigan per diffondere la fede. I fleur-de-lys sono posti fra tre "chiodi della passione". Essi sono tratti dallo stemma della Compagnia di Gesù che furono i responsabili della prima evangelizzazione della regione dei Grandi Laghi. Nella parte sinistra dello scudo vi è lo stemma di monsignor Doerfler. Lo stemma è composto da un campo azzurro caricato con una croce oro. L'azzurro simboleggia la separazione dai valori mondani e l'ascesa dell'anima verso Dio, quindi la corsa delle Virtù Celesti che si innalzano dalle cose della terra verso il cielo. La croce d'oro ricorda il santo patrono del vescovo Doerfler, San Giovanni della Croce. La croce è in oro, il metallo più nobile, e poi simbolo della prima virtù: la fede. Infatti è per fede che crediamo nel mistero della Croce, simbolo della redenzione e della salvezza. Nel primo cantone formato dalla croce vi è una stella a sette punte argento mentre nel quarto cantone vi è un leone rampante oro. L'argento ricorda la Beata Vergine Maria, stella dell'evangelizzazione. Esso è il colore della trasparenza, quindi della purezza, la purezza della Beata Vergine Maria. Anche il leone rampante è un simbolo frequentemente utilizzato nella tradizione araldica della Chiesa cattolica romana. Infatti, una tradizione popolare sostiene che Sant'Antonio di Padova comparve in sogno a una povera donna della città portoghese di Santarém che cercava aiuto contro le tentazioni malvagie e le insegnò una breve preghiera. Papa Sisto V, un francescano, fece scolpire la preghiera alla base dell'obelisco, che fece erigere in piazza San Pietro a Roma. Ecco il testo latino originale: "Ecce Crucem Domini!/Fugite partes adversae!/Vicit Leo de tribu Juda,/Radix David! Alleluia!". Di seguito la traduzione in italiano: "Ecco la Croce del Signore,/fuggite parti avverse,/Ha vinto il Leone della tribù di Giuda,/la Radice di Davide! Alleluia, alleluia!". Come motto ha scelto l'espressione "Evangelii gaudium". Essa è il titolo in latino della prima esortazione apostolica di papa Francesco, pubblicata il 24 novembre 2013 e scritta in risposta alla precedente assemblea del Sinodo dei vescovi, svoltasi nell'ottobre del 2012 sul tema "La nuova evangelizzazione per la trasmissione della fede cristiana". Il tema della Evangelii gaudium è dunque l'evangelizzazione, e si apre con queste parole: "La gioia del Vangelo riempie il cuore e la vita intera di coloro che si incontrano con Gesù. Coloro che si lasciano salvare da Lui sono liberati dal peccato, dalla tristezza, dal vuoto interiore, dall’isolamento. Con Gesù Cristo sempre nasce e rinasce la gioia". Lo stemma è completato con gli ornamenti esterni che sono una croce processionale episcopale d'oro, posta dietro allo scudo e che si estende sopra e sotto lo stesso e un cappello ecclesiastico chiamato galero, con sei nappe in tre file su entrambi i lati dello scudo. Queste sono le insegne araldiche di un prelato del grado di vescovo come da disposizione della Santa Sede del 31 marzo 1969. |